# مامادو بوبا
مامادو بوبا هو لاعب كرة قدم تشادي في مركز حراسة المرمى، ولد في 17 فبراير 1988 في انجمينا في تشاد. شارك مع منتخب تشاد لكرة القدم. أما مع النوادي، فقد لعب مع Panthère Sportive du Ndé FC ‏.